# Animal Charity Evaluators
Animal Charity Evaluators (ACE), anciennement connue sous le nom de Effective Animal Activism (EAA), est une organisation caritative à but non lucratif basée aux États-Unis et axée sur les idées de l'altruisme efficace, consacrée à la recherche et à la promotion des moyens les plus efficaces d'aider les animaux.
ACE effectue des recherches sur l'efficacité relative de différentes interventions, afin de fournir des conseils aux associations et aux membres du mouvement pour le bien-être animal. ACE propose également aux donateurs des recommandations sur organisations caritatives les plus efficaces. Parmi les 11 organisations recommandées par ACE en 2024 figurent notamment The Good Food Institute, The Humane League et Faunalytics,.
ACE propose également des suggestions de carrière et de bénévolat, ainsi que des conseils aux associations existantes pour les aider à devenir plus efficaces. Parmi les membres notables du conseil d'administration figurent les philosophes défenseurs des animaux Peter Singer et Jeff Sebo.

## Histoire
Créée à l'origine sous le nom d'Effective Animal Activism (EAA) en 2012, l'organisation était initialement rattachée à l'association 80,000 Hours ; elle est devenue un organisme à but non lucratif distinct en 2013,.

## Réception
Marc Gunther note, dans un article sur ACE pour Nonprofit Chronicles : "Le travail d'Animal Charity Evaluators (ACE) est pertinent pour les organisations à but non lucratif de toutes sortes. Comme son nom l'indique et, avec un budget très modeste, ACE évalue des associations caritatives en faveur des animaux. Son travail pourrait inspirer ceux qui veulent évaluer des associations caritatives dans d'autres secteurs - l'éducation, l'environnement, les arts, etc. Il ajoute : "Le fait est qu'Animal Charity Evaluators pose les bonnes questions - celles que tous les organismes à but non lucratif devraient se poser."
Peter Singer, défenseur du bien-être animal et de l'altruisme efficace, qui siège au conseil d'administration de ACE, a souligné le travail d'ACE dans son livre The Most Good You Can Do et dans un article en ligne pour le magazine Salon.
L'évaluateur d'associations caritatives GiveWell a rédigé et publié des notes sur une conversation avec Jon Bockman, alors directeur exécutif d'ACE, dans le cadre d'une investigation sur le bien-être animal comme cause potentielle à laquelle consacrer des ressources.

## Voir également
- GiveWell
- Sentience